# Matwiejowce (obwód grodzieński)
Matwiejowce, Maciejowce  (biał. Мацвееўцы; ros. Матвеевцы) – agromiasteczko na Białorusi, w obwodzie grodzieńskim, w rejonie wołkowyskim, w sielsowiecie Izabelin. W źródłach występuje także nazwa Maciejowce.
W dwudziestoleciu międzywojennym leżały w Polsce, w województwie białostockim, w powiecie wołkowyskim, w gminie Izabelin.